# Howe (Indiana)
Pour les articles homonymes, voir Howe.
Howe est une census-designated place située dans le comté de LaGrange, dans l’État de l’Indiana. Sa population s’élevait à 807 habitants lors du recensement de 2010.

## Histoire
Howe a été établie en 1834 sous le nom de Mongoquinong et fut renommée Lima quelques années plus tard. C’était alors le siège du comté. Son nom a été changé de nouveau en Howe, d’après John B. Howe, un avocat local.

## À noter
Howe abrite une école militaire privée, fondée en 1884.

## Source
- (en) Cet article est partiellement ou en totalité issu de l’article de Wikipédia en anglais intitulé « Howe, Indiana » (voir la liste des auteurs).